# Io amo Andrea
Io amo Andrea è un film del 2000 diretto da Francesco Nuti.

## Trama
Dado è un veterinario di quarant'anni che vive a Milano, da poco divorziato da Rossana, estetista. Tra i due continua ad esserci un rapporto amichevole, con Rossana che si preoccupa persino di trovargli una nuova moglie. In seguito ad un incidente stradale Dado conosce Francesca, una giovane irrequieta con cui passa una notte di amore. Il giorno dopo, però, Dado scopre che la ragazza è in realtà già fidanzata con Andrea, un'altra donna.
Andrea è un'affascinante ingegnere, per niente disposta a rinunciare a Francesca. Così, Dado e Francesca si incontrano per qualche tempo di nascosto, poi lei decide di partire. A quel punto, Dado comincia a frequentare Andrea e i due diventano amici. Dado però è attratto da Andrea, ed escogita un allagamento del proprio appartamento per farsi ospitare a casa di lei. La convivenza si prolunga perché i due si ammalano d'influenza, finendo per farsi vicendevolmente da infermieri; una volta guariti, sono entrambi dispiaciuti di dover tornare ognuno alla propria vita. L'uomo decide comunque di farsi da parte e le due donne sembrano ritornare alla vita di coppia. I due si incontrano di nuovo a una festa mascherata, in cui Dado è vestito da Dalmata e Andrea da Zorro; si baciano. Andrea spiega di aver sentito molto la mancanza del veterinario, e gli propone di fare un figlio assieme, mettendo però ben in chiaro di non voler fare sesso con lui. Dado inizialmente è contrario, ma cambia poi parere; i due avranno quindi una figlia.

## Incassi
Il film, costato 9,5 miliardi di lire, ha avuto scarso successo nei cinema incassando appena un miliardo e mezzo al botteghino.